# Calotes chincollium
Espèce
Statut de conservation UICN

 LC  : Préoccupation mineure
Calotes chincollium est une espèce de sauriens de la famille des Agamidae.

## Répartition
Cette espèce est endémique de Birmanie. Elle se rencontre dans la région de Sagaing et l'État Chin.

## Publication originale
- Vindum, Win, Thin, Lwin, Shein & Tun, 2003 : A new Calotes (Squamata: Agamidae) from the Indo-Burman range of western Myanmar (Burma). Proceedings of the California Academy of Sciences, vol. 54, no 1, p. 1-16 (texte intégral).